# 松原市第一高级中学
松原市第一高级中学，简称宁江四中、松原一高，前身为扶余市第四中学，是一所位于中国吉林省松原市宁江区的一所普通高中。

## 介绍
1995年市政府更名为松原市第一高级中学，经过近十几年的发展，学校规模不断壮大，教学设施不断更新，取得了很大的发展。